# El amo del calabozo
El amo del calabozo, titulada en inglés The Dungeonmaster, es una película de fantasía y ciencia ficción de 1984 protagonizada por Jeffrey Byron, Richard Moll y Leslie Wing. La producción corrió a cargo de Charles Band, y está dividida en siete segmentos diferentes de la historia, cada uno escrito y dirigido por una persona diferente: David W. Allen, Charles Band, John Carl Buechler, Steven Ford, Peter Manoogian, Ted Nicolaou y Rosemarie Turko. La película se inspiró en la producción de Disney de 1982 Tron y en el popular juego de rol Dungeons & Dragons. En la película aparece la banda de heavy metal californiana W.A.S.P.